# Робін Кул
Робін «ropz» Кул — гравець Counter-Strike: Global Offensive з Естонії, який зараз виступає за Team Vitality. Переможець PGL Major Antwerp 2022.

## Особисте життя
В житті Робіна сталася трагедія, яка надзвичайно вплинула на його життя, смерть його батька. Батько Кула володів великими фермами в Естонії, але спад у бізнесі призвів до того, що сім’я втратила будинок через банкрутство, і незабаром після цього батько Кула покінчив життя самогубством.

## Кар'єра
Перед тим як Робін приєднався до MOUZ, він грав у Call of Duty для Team Horizon на ролі снайпера. Він приєднався до MOUZ у квітні 2017 року та здобув дев’ять трофеїв з командою. Він здобув медаль MVP ESL Pro League Season 15 і стабільно входив у топ 20 найкращих гравців за версією HLTV з 2018 року. У 2019 і 2020 роках Робін входив у топ 10. (19-те, 10-те, 7-ме та 18-те місця відповідно). 
Після майже п’яти років гри в MOUZ Робін приєднався до FaZe Clan у січні 2022 року. Його перехід до нової команди виявився вдалим. FaZe Clan пройшли кваліфікацію на BLAST Premier: Spring Finals і виграли перший LAN-турнір року – IEM Katowice 2022.

## Найкращі результати
| Рік  | Місце | Турнір                               | Команда   | Рахунок | Суперник      | Призові     | Нагороди |
| ---- | ----- | ------------------------------------ | --------- | ------- | ------------- | ----------- | -------- |
| 2022 | 1     | PGL Major Antwerp 2022               | FaZe Clan | 2–0     | Natus Vincere | $500,000.00 |          |
| 2022 | 1     | Intel Extreme Masters XVII – Cologne | FaZe Clan | 3–2     | Natus Vincere | $400,000.00 |          |
| 2022 | 1     | ESL Pro League Season 15             | FaZe Clan | 3–1     | ENCE          | $190,000.00 | 1        |
| 2022 | 1     | Intel Extreme Masters XVI – Katowice | FaZe Clan | 3–0     | G2            | $400,000.00 |          |
| 2020 | 1     | Ice Challenge 2020                   | MOUZ      | 3–1     | Natus Vincere | $125,000.00 |          |
| 2019 | 1     | ESL Pro League Season 10             | MOUZ      | 3–0     | fnatic        | $250,000.00 | 1        |
| 2019 | 1     | CS:GO Asia Championships 2019        | MOUZ      | 2–0     | ENCE          | $250,000.00 |          |
| 2018 | 1     | ESL One New York 2018                | MOUZ      | 3–2     | Team Liquid   | $125,000.00 |          |
| 2018 | 1     | ESL One Belo Horizonte 2018          | MOUZ      | 2–3     | FaZe Clan     | $40,000.00  |          |